# Japonês em Mangalândia
Japanese in MangaLand (マンガで日本語) é uma série de livros educacionais de Marc Bernabe projetados para ajudar a ensinar japonês usando mangás originais não traduzidos. Originalmente publicado em espanhol como Japonés en viñetas, desde então teve versões traduzidas publicadas em inglês, alemão, francês, catalão, italiano e português. Existem três livros principais, juntamente com duas pastas de trabalho.
Kanji em MangaLand (マンガで漢字) é uma série para aprender 1.006 caracteres básicos de kanji (ideograma).